# Universitätsreitschule München

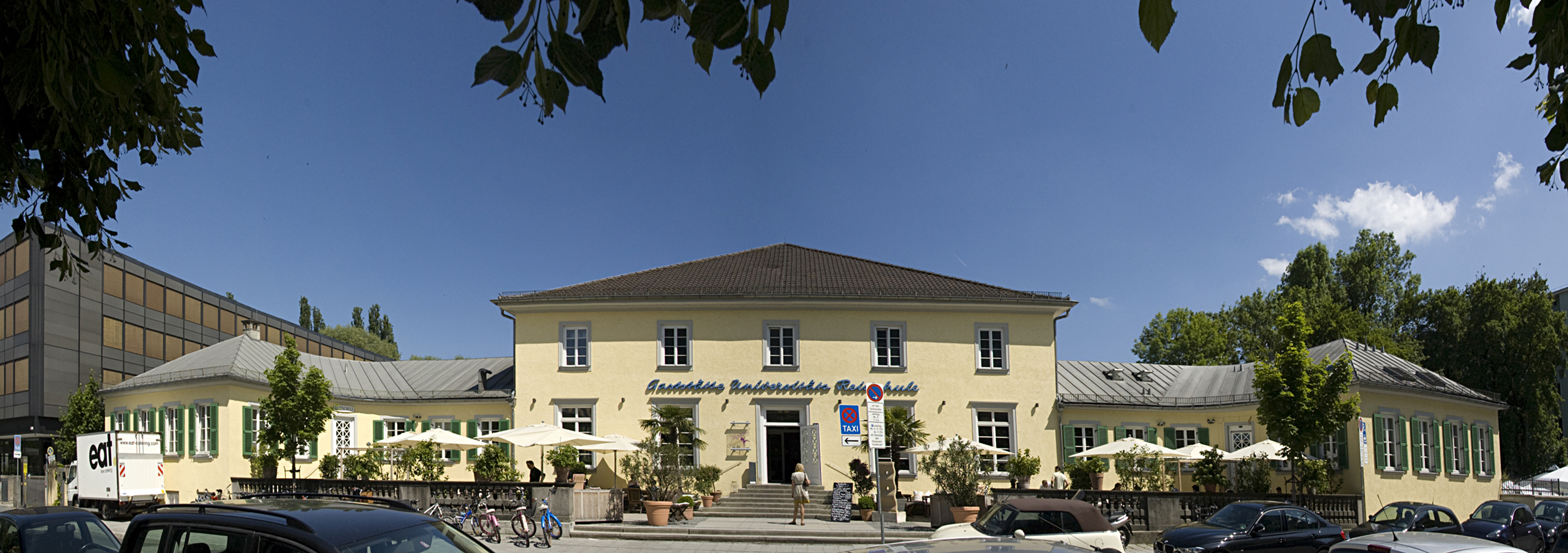
Universitätsreitschule

Die Universitätsreitschule München ist eine Reitschule und Gastronomie an der Königinstraße 34, direkt am Englischen Garten in München.
Das Gebäude ist ein schlichter, neoklassizistischer, herrenhausartiger Flügelbau mit den Vorhof begrenzender Balustrade und heutiges Baudenkmal. Er wurde 1927 von Eugen Hönig und Carl Söldner errichtet. Im September 1927 wurde der Reitschule von der Ludwig-Maximilians-Universität, die hier in der Folge regelmäßig Reitturniere ausrichtete, der Titel „Universitäts Reitschule München“ verliehen. Die Gastronomie galt spätestens ab den 1950er-Jahren als das „größte Etablissement in Schwabing“ und entwickelte sich Anfang der 1970er-Jahre zu einem Prominententreff.
Zur Anlage gehören neben den Boxen der Schulpferde für den Reitunterricht etwa 30 weitere Boxen für die Unterbringung von Privatpferden, 19 Außenpaddocks, eine Reithalle (20 × 40 Meter) und ein Außenreitplatz im gleichen Maß und ein kleinerer Außenreitplatz, ebenso eine Außenbahn und eine Waschbox mit Solarium.
Anfang Juli 2023 zog die „Reitschule am Englischen Garten GmbH“ mit ihren Pferden und Ponys von der Königinstraße nach Karlsfeld in die Nähe des Waldschwaigsees um, als nach zehn Jahren der Pachtvertrag in der Universitätsreitschule München endete.